# Amalia Kahana-Carmon
Amalia Kahana-Carmon (עמליה כהנא-כרמון) (1926) es una escritora y educadora israelí, ganadora, en 2000, del Premio Israelí de literatura y el Premio Brenner. 
Amalia nació en un kibutz, Ein Harod. Su padre, Haim Kahana, fue uno de los fundadores del kibutz. Se mudó a Tel Aviv, donde estudió en la escuela secundaria de Herzliya. Durante la guerra de independencia israelí, sirvió en la brigada Negev de Palmaj como operadora de señales y escribió los famosos telegramas de la captura de Eilat. Obtuvo un máster en literatura por la Universidad Hebrea de Jerusalén en 1964. 

## Ficción en hebreo
- Bajo tejado (1966)
- Y la luna en el valle de Ayalon (1971)
- Pieza de teatro, de Manera Importante (1975)
- Campos magnéticos (1977)
- Altas estacas (1980)
- Arriba de Montifer (1984)
- Con ella a su manera (1991)
- Aquí viviremos (1996)